# Högsta nationella domstolen

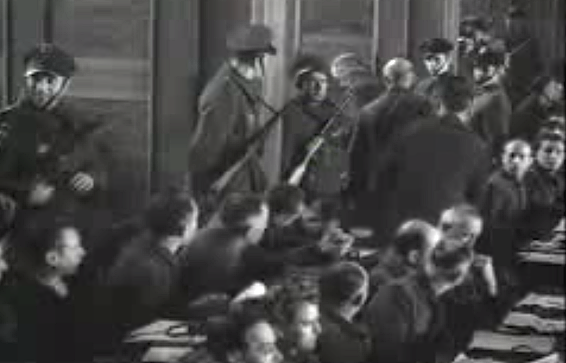
Kraków, 1947

Högsta nationella domstolen (polska Najwyższy Trybunał Narodowy, NTN) var en krigsbrottstribunal i Polen från 1946 till 1948. Domstolen anordnade 7 rättegångar med sammanlagt 49 åtalade.

## Rättegångar
1. Arthur Greiser, Gauleiter i Reichsgau Wartheland
Rättegången ägde rum i Poznań mellan den 22 juni och den 7 juli 1946.
Straff: döden genom hängning
2. Amon Göth, kommendant i koncentrationslägret Płaszów
Rättegången ägde rum i Kraków mellan den 27 augusti och den 5 september 1946.
Straff: döden genom hängning
3. Ludwig Fischer, Ludwig Leist, Josef Meisinger och Max Daume
Rättegången ägde rum i Warszawa mellan den 17 december 1946 och den 24 februari 1947.
Straff: döden genom hängning (Fischer, Meisinger, Daume), 8 års fängelse (Leist)
4. Rudolf Höss, kommendant i Auschwitz
Rättegången ägde rum i Warszawa mellan den 11 mars och den 29 mars 1947.
Straff: döden genom hängning
5. Auschwitzrättegången mot 41 åtalade
Rättegången ägde rum i Kraków mellan den 24 november och 16 december 1947.
Straff: döden genom hängning (23 åtalade), fängelse (17 åtalade), en åtalad frikänd
6. Albert Forster, Gauleiter i Reichsgau Danzig-Westpreußen
Rättegången ägde rum i Gdańsk mellan den 5 april och den 29 april 1948.
Straff: döden genom hängning
7. Josef Bühler, statssekreterare och ställföreträdande generalguvernör för Generalguvernementet
Rättegången ägde rum i Kraków mellan den 17 juni och den 5 juli 1948.
Straff: döden genom hängning